# Шассе, Давид Хендрик
Давид Хендрик Шассе (нидерл. David Hendrik Chassé, 1765—1849) — французский и нидерландский военачальник.

## Биография
Давид Хендрик Шассе родился в Тиле под Гельдерном 18 марта 1765 года, сын майора Мюнстерского пехотного полка, происходил из старинного французского гугенотского дворянского рода, осевшего в Нидерландах после отмены Нантского эдикта.
В военную службу вступил в 1775 году кадетом армии Нидерландских соединённых провинций, в 1781 году произведён в лейтенанты, и в 1787 году получил чин капитана.
В 1787 году Шассе вследствие политического переворота бежал во Францию, где вступил в революционную армию. В 1793 году он был подполковником в армии Пишегрю, и принимал участие в Первой коалиционной войне.
По завоевании Голландии французами возвратился в отечество. В кампании 1799 года против экспедиции герцога Йоркского и русского десантного корпуса Шассе участвовал под предводительством генерала Данделса и командовал отдельным отрядом разведчиков. В кампании 1800 года он отличился под Вюрцбургом, где захватил австрийскую батарею.
В кампаниях 1805 и 1806 годов против Австрии и Пруссии он сражался под начальством генерала Дюмонсо; здесь ему неоднократно предоставлялись случаи отличаться и показать свои военные способности. С 1806 года он сражался в Испании, за дела при Метос д’Ивой, Талавере де ла Рейна и Окане получил баронский титул (30 июня 1810 года) и командорский крест ордена Союза. В деле при Коль де Мажа Шассе своими решительными действиями спас корпус генерала Друэ д’Эрлона и получил от Наполеона офицерский крест ордена Почётного легиона.
В 1813 году Шассе перешёл с четырьмя полками из Испании в Париж. В 1814 году Шассе сражался во Франции против союзных войск, 21 февраля в сражении при Бар-сюр-Обе он был тяжело ранен. После отречения Наполеона, Шассе с чином генерал-лейтенанта перешёл в голландскую службу и командовал дивизией при Ватерлоо. Герцог Веллингтон хвалил генерала Шассе за его храбрость, и по окончании похода король Виллем I поручил ему начальство над 4-м военным округом в Антверпене.
В 1830 году, во время бельгийской революции, Шассе, посреди общего восстания бельгийцев и малодушия голландских войск, остался верен своему королю и долгу и 17 октября объявил Антверпен на осадном положении. Атакованный со всех сторон превосходящими силами мятежников, он отступил с голландскими войсками в цитадель и 27 октября подверг город сильнейшей бомбардировке.
За это он был произведён в генералы от инфантерии и получил большой крест ордена Нидерландского Льва. Шассе держался в цитадели два года и наконец, после осады цитадели французами и бельгийцами, в декабре 1832 года он должен был сдаться. Вследствие заключённой с маршалом Жераром капитуляции, он был отправлен в 1833 году во Францию, но по заключении мира возвратился в Голландию, где ему был устроен торжественный приём.
На службу Шассе больше не вернулся и проживал в Гааге как частное лицо. Скончался 2 мая 1849 года.

## Интересные факты
Шассе любил штыковые атаки, за что Наполеон дал ему прозвище «генерал байонет».